# Dancé (Orne)
Dancé és un municipi francès situat al departament de l'Orne i a la regió de Normandia. L'any 2007 tenia 380 habitants.

## Demografia

### Població
El 2007 la població de fet de Dancé era de 380 persones. Hi havia 156 famílies de les quals 36 eren unipersonals (12 homes vivint sols i 24 dones vivint soles), 60 parelles sense fills, 56 parelles amb fills i 4 famílies monoparentals amb fills.
La població ha evolucionat segons el següent gràfic:
Habitants censats

### Habitatges
El 2007 hi havia 196 habitatges, 153 eren l'habitatge principal de la família, 31 eren segones residències i 12 estaven desocupats. Tots els 196 habitatges eren cases. Dels 153 habitatges principals, 125 estaven ocupats pels seus propietaris, 25 estaven llogats i ocupats pels llogaters i 3 estaven cedits a títol gratuït; 9 tenien dues cambres, 25 en tenien tres, 41 en tenien quatre i 78 en tenien cinc o més. 112 habitatges disposaven pel capbaix d'una plaça de pàrquing. A 54 habitatges hi havia un automòbil i a 89 n'hi havia dos o més.

### Piràmide de població
La piràmide de població per edats i sexe el 2009 era:
| Homes | Edats   | Dones |
| ----- | ------- | ----- |
| 0     | 95 o +  | 0     |
| 0     | 90 a 94 | 0     |
| 0     | 85 a 89 | 0     |
| 0     | 80 a 84 | 0     |
| 4     | 75 a 79 | 4     |
| 16    | 70 a 74 | 8     |
| 4     | 65 a 69 | 20    |
| 4     | 60 a 64 | 12    |
| 0     | 55 a 59 | 0     |
| 16    | 50 a 54 | 4     |
| 24    | 45 a 49 | 12    |
| 36    | 40 a 44 | 32    |
| 8     | 35 a 39 | 24    |
| 24    | 30 a 34 | 4     |
| 0     | 25 a 29 | 8     |
| 12    | 20 a 24 | 0     |
| 24    | 15 a 19 | 20    |
| 28    | 10 a 14 | 16    |
| 12    | 5 a 9   | 8     |
| 12    | 0 a 4   | 8     |

## Economia
El 2007 la població en edat de treballar era de 263 persones, 204 eren actives i 59 eren inactives. De les 204 persones actives 192 estaven ocupades (107 homes i 85 dones) i 12 estaven aturades (5 homes i 7 dones). De les 59 persones inactives 26 estaven jubilades, 15 estaven estudiant i 18 estaven classificades com a «altres inactius».

### Ingressos
El 2009 a Dancé hi havia 151 unitats fiscals que integraven 391 persones, la mediana anual d'ingressos fiscals per persona era de 18.651 €.

### Activitats econòmiques
Dels 9 establiments que hi havia el 2007, 3 eren d'empreses de fabricació d'altres productes industrials, 1 d'una empresa de construcció, 2 d'empreses de comerç i reparació d'automòbils, 1 d'una empresa de transport, 1 d'una empresa d'hostatgeria i restauració i 1 d'una empresa de serveis.
L'únic servei als particulars que hi havia el 2009 era un paleta.
L'any 2000 a Dancé hi havia 16 explotacions agrícoles que ocupaven un total de 1.261 hectàrees.

## Poblacions més properes
El següent diagrama mostra les poblacions més properes.